# 장렬왕후
장렬왕후 조씨(莊烈王后 趙氏, 1624년 12월 16일(음력 11월 7일) ~ 1688년 9월 20일(음력 8월 26일))는 조선의 제16대 국왕인 인조의 계비(繼妃)이다. 본관은 양주(楊州). 정식시호는 자의공신휘헌강인숙목정숙온혜장렬왕후(慈懿恭愼徽獻康仁淑穆貞淑溫惠莊烈王后)이며, 한원부원군(漢原府院君) 조창원의 딸이다. 자의대비(慈懿大妃)로도 불린다.

## 생애
1624년 12월 16일(음력 11월 7일)에 태어나 1635년에 승하한 인렬왕후의 뒤를 이어 1638년 음력 12월 인조의 왕비로 책봉되었으나 슬하에 아들을 두지 못하였고 남편인 인조와 사이가 좋지 못하여 1645년 경덕궁으로 거처를 옮겼다. 1649년에 인조가 승하하자 대비가 되었으며 이후 자의(慈懿)의 존호가 추상되어 자의왕대비(慈懿王大妃)가 되었다. 이후 의붓아들인 효종이 승하한 1659년과 며느리인 효종비 인선왕후가 승하한 1674년에 대비인 장렬왕후의 상복(喪服) 문제를 두고 서인과 남인간의 2차례의 예송논쟁이 있었는데 이 논쟁은 조선 중기의 대표적인 당쟁으로 기록된다.
효종이 승하하고 현종이 즉위하자 대왕대비가 되었으나 슬하에 자식이 없어 쓸쓸한 여생을 보냈으며 증손자인 숙종 때인 1688년 9월 20일(음력 8월 26일)에 창경궁 내반원에서 65세의 나이로 승하하였다. 능(陵)은 경기도 구리시 동구릉(東九陵)내에 위치한 휘릉(徽陵)이다.

## 가족 관계
- 친조부 : 지돈녕부사 증 영의정 조존성(知敦寧府事 贈 領議政 昭敏公 趙存性, 1554 ~ 1628)
- 친조모 : 이신충(李藎忠)의 딸 증 정경부인 용인 이씨(贈 貞敬夫人 龍仁 李氏)
  - 부친 : 한원부원군 조창원(漢原府院君 趙昌遠, 1583 ~ 1646)
- 외조부 : 대사간 증 영의정 최철견(大司諫 贈 左贊成 崔鐡堅)
- 외조모 : 정윤붕(鄭允弸)의 딸 진양 정씨(晉陽 鄭氏)
  - 모친 : 완산부부인 전주 최씨(完山府夫人 全州 崔氏, 1583 ~ 1663)
    - 큰언니 : 조수임(趙壽任, 1607 ~ ?)
    - 형부 : 신익전(都承旨 申翊全, 1605 ~ 1660) - 신흠의 차남
    - 오빠 : 승지 조윤석(承旨 趙胤錫, 1615 ~ 1664)[2]
    - 작은언니 : 조종임(趙終任, 1623 ~ ?)
    - 형부 : 청주 한씨 한정상(韓鼎相)
    - 남편 : 제16대 인조(仁祖, 1595 ~ 1649, 재위 1623 ~ 1649)

## 장렬왕후가 등장하는 작품
- 《인현왕후》 (MBC, 1988년 배우:정혜선)
- 《장희빈》 (SBS, 1995년 배우:김영애)
- 《장희빈》 (KBS, 2002년~2003년 배우:강부자)
- 《궁중잔혹사 - 꽃들의 전쟁》 (JTBC, 2013년 배우:고원희)
- 《장옥정 사랑에 살다》 (SBS, 2013년 배우:이효춘)
- 《화정》 (MBC, 2015년 배우:김채빈)

## 같이 보기
- 예송
- 숙명신한첩 - 보물 제1947호
- 송자고택